# 1 High Shore

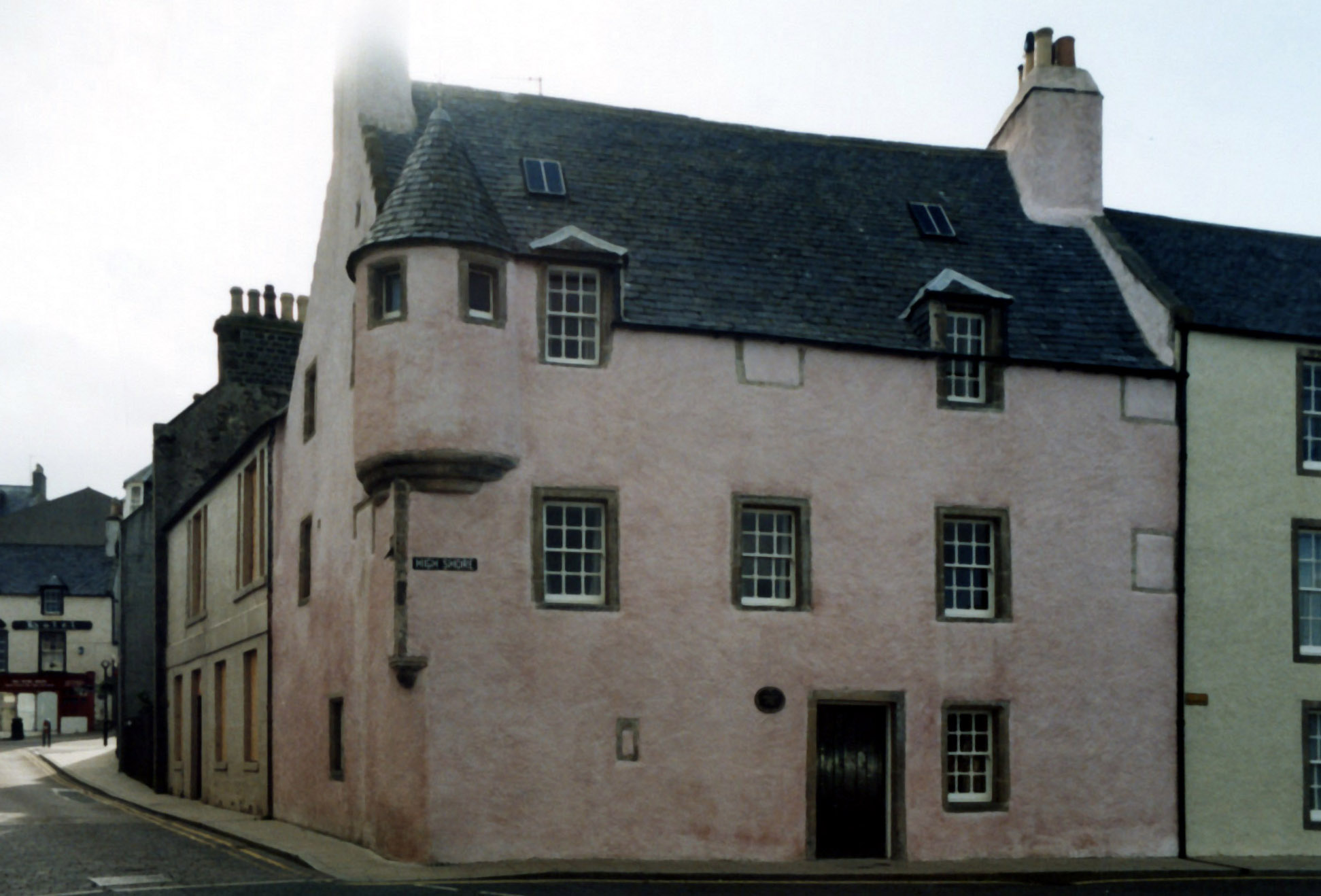
1 High Shore

Unter der Adresse 1 High Shore in der schottischen Kleinstadt Banff in der Council Area Aberdeenshire befindet sich ein Wohngebäude. 1972 wurde es in die schottischen Denkmallisten in der höchsten Denkmalkategorie A aufgenommen. Des Weiteren bildet es mit mehreren umliegenden Bauwerken ein Denkmalensemble der Kategorie B.

## Beschreibung
Es handelt sich um das Eckhaus an der Einmündung der High Shore in die Carmelite Street im historischen Zentrum Banffs. Gegenüber befinden sich die Ruinen der ehemaligen Pfarrkirche, der St Mary’s Church. Das im Jahre 1675 errichtete Gebäude gilt als gut erhaltenes Exemplar eines zeitgenössischen Kaufmannshauses. Um 1970 wurde es durch die Banff Preservation Society restauriert.
Die Harl-verputzten Fassaden des dreistöckigen Gebäudes sind entlang der High Shore drei und entlang der Carmelite Street zwei Achsen weit. Die natursteingefassten Gebäudeöffnungen sind abgesetzt. Die schlichte Eingangstüre befindet sich mittig entlang der High Shore. Unregelmäßig sind Sprossenfenster eingelassen, die im obersten Geschoss als Lukarnen über die Traufe fortgeführt sind. An der Gebäudekante kragt eine Ecktourelle mit kleinen Fenstern und abschließendem Kegeldach aus. Aus der rückwärtigen Fassade tritt ein vierstöckiger Treppenturm heraus. In das abschließende schiefergedeckte Dach sind Dachfenster eingelassen. Der First schließt mit einer Keramikkappe.